# Idzi Boczkowski
Idzi (Ignacy) Boczkowski (ur. w 1780 roku – zm. 16 sierpnia 1873 roku w Krakowie) – dominikanin, kapelan pułku jazdy litewskiej w powstaniu listopadowym.
W 1868 roku powrócił z Francji, przebywał w konwencie dominikanów we Lwowie.
Odznaczony Krzyżem Orderu Virtuti Militari.